# Heinrich Hegener
Heinrich Hegener (* 10. Januar 1906 in Castrop-Rauxel; † 18. Januar 1984 in Dortmund) war ein deutscher Romanist, Kulturhistoriker und Tourismus-Unternehmer.

## Leben
Hegener studierte Philosophie, Theologie, romanische Philologie und Geographie an den Universitäten Münster und Hamburg, wo er 1932 mit einer Arbeit über die „Terminologie der Hanfkultur im katalanischen Sprachgebiet“ (Würzburg 1938) promoviert wurde. 1937 wurde er nach Würzburg zum Fremdenverkehrsbüro- und Kulturamtsleiter berufen. Nach der Zerstörung Würzburgs am 16. März 1945 war er für die Caritas beim Wiederaufbau der Stadt tätig. Um den Tourismus in Deutschland nach dem Zweiten Weltkrieg wiederzubeleben, wurde 1950 in Augsburg die von Hegener so benannte „Romantische Straße“ mitbegründet, die von Würzburg nach Füssen führt. 1950 erfolgte seine Berufung zum Generalsekretär des Nationalkomitees für das Heilige Jahr. 1953 gründete Hegener in Paderborn das Pilger- und Studienreisebüro VIATOR-Reisen, das offizielle Pilgerfahrten für das Erzbistum Paderborn und später für das Bistum Essen durchführte. Für seine Verdienste bei der jahrzehntelangen Organisation von Studien- und Pilgerfahrten erhielt er 1976 in Paderborn durch Erzbischof Johannes Joachim Degenhardt den päpstlichen Silvesterorden.

## Publikationen
- Die Terminologie der Hanfkultur im katalanischen Sprachgebiet, Hamburg, Phil. Diss., 1938, Verlag: Würzburg Triltsch 1938. OCLC 250944198
- Mit Hermann Zilcher; 18. Mozartfest im Hofgarten und im Kaisersaal der Residenz in Würzburg: 17. – 22. Juni 1939; [Programmheft], Würzburg: Städt. Verkehrsamt, 1939. OCLC 633380558
- Deutschland Würzburg, Begründung einer Liebe; [Werbeschrift], Würzburg Verkehrsverein, 1939. OCLC 71966324
- Mit Anton Dörfler; Würzburg, die sonntägliche Stadt, Bayreuth: Gauverlag Bayerische Ostmark, 1940. OCLC 66780962